# 社長、バトルの時間です!
『社長、バトルの時間です！』（しゃちょう バトルのじかんです）は、KADOKAWA・でらゲー・プリアップパートナーズより配信されていたスマートフォンアプリケーションゲーム。2019年10月17日よりリリースされた。略称は『シャチバト！』。
ゲーム内容は、異世界を舞台にプレーヤーが社長となって冒険者（社員）を雇い、モンスターが巣くうダンジョンを攻略していくシミュレーションRPG。
2020年10月31日をもってサービスを終了した。
2021年3月31日に本作をPC向けにアレンジした『社長、バトルの時間です！～マジューウォーズ～』が発売された。

## 登場人物
ユトリア
声 - 市ノ瀬加那
本作のヒロイン。幼い頃に先代の社長に拾われてきた孤児、世話焼きで、主人公（ミナト）の幼馴染。現在はキボウカンパニーの社長秘書として働いている。秘書の前は一冒険者であり、バトル要員として戦っていた。
アカリ
声 - 和氣あず未
戦士。負けん気が強く、ダンジョン攻略とバトルが大好き。弱気を助け強きをくじく人情家。見た目や性格とは逆に、カワイイものや甘い物好きの一面もある。
マコト
声 - 青山吉能
真面目で植物好きな心優しい僧侶。休日は趣味でダンジョンまで植物採集に行くほど。背中のリュックには誰にも言えない秘密が隠されている。
ガイド
声 - 堀江由衣
事務員。キボウカンパニー設立時から先代社長を支えてきた、おっとりゆったりしたお姉さん。デスクワークからクレーマーの撃退までなんでもそつなくこなし、数々のダンジョンを攻略した経験もある。
ライバー
声 - 八代拓
騎士。新興企業『サイエッジ』のエース。冒険者として腕は確かだが自信家で上から目線な発言が目立つ。まわりが見えていない事も多い、残念な企業騎士。
ヴァル美
声 - 上坂すみれ
戦士。新興企業『サイエッジ』の参謀的社員。おっとりした口調で一見優しく親切そうだが、実は強烈な棘を持つ腹黒美人。戦士としての腕前は折り紙付き。ミナトに異様なほど絡んでくるだけでなく、『インペリアル』から解雇された事情までを知り尽くしている。
スバル
声 - 茜屋日海夏
『インペリアル』の騎士。口数は少ない。かつてはミナトの同僚であり、キボウのメンバーにミナトが関わった暴力事件についてを明かした。
マリカ
声 - 高橋未奈美
12歳の少女で、魔法使い。ミナトたちに宝探しを手伝ってもらった事をきっかけに、新入社員としてキボウに入社した。
リュック
声 - 渡辺久美子
マコトが背負うリュックで、人間の言葉を話すことができる。ダンジョン探索の際、ミナトが誤って引き抜いた危険な魔草や魔獣をマコト以外が見えない所で処理したり、気絶し敵に追いやられ窮地に立たされたミナトを救ったりした。マコトを大事に思っており、交流を深めるうちにミナトのことも気に入っている。「○○であります！」「ゲロゲロ」といった口調が特徴的。
ミネ子
声 - 藤田茜
人間の言葉を話すことができる人型の魔獣（ファムネラ）。ダンジョンで迷い込んだマコトとミナトの手助けをした。人語を話せるが故に他のファムネラから異質な存在と見られたため、周囲よりイジメを受けていたが、マコトの提案でキボウカンパニーに新入社員として入社する。
先代
声 - 草尾毅
キボウカンパニーの前社長でミナトの父。ミナトが社長として会社を回せるかを試すため、わざと武具や魔法書といった装備品を博物館に寄贈した。大型門へ調査に行ったきり、行方不明となっているが、女神により、大型門の先で生存していることは判明した。
女神
声 - 中原麻衣
キラクリによりキボウのメンバーに呼び出される。先代が大型門の先で生存していることをキボウのメンバーに伝えるが、係長クラスがためにどこにいるのかを答えられなかった。
ラニー・シトラム
声 - 立花理香
セララ・ド＝アザレア
声 - 加隈亜衣
レディ・クール
声 - 高野麻里佳
パル・モティア
声 - 桑原由気
アスミィ
声 - 芹澤優
エルナート・ヴァレット
声 - 伊東健人
ニーアルラ・ソル＝ネフレ
声 - 村川梨衣
エルセ・アストラーザ
声 - 篠原侑
トーマス
声 - 田中美海

## 小説
本作のメインシナリオを担当する五十嵐雄策による『社長、バトルの時間です！〜キボウカンパニーのとある1日〜』が『電撃文庫MAGAZINE』（KADOKAWA）にてVol.68より連載中。イラストは三嶋くろね。

## 漫画
シャチバト！〜社長、バトルの時間です！〜
ComicWalker内の『少年エースplus』にて2019年8月30日から2020年5月22日まで連載された。作画は結うき。漫画オリジナルの社長であるわかばを主人公とした物語が展開される。
シャチバト（仮）、しゃちぽに！
両作とも公式Twitter上で配信された1ページ漫画。

## テレビアニメ
2020年4月から6月までAT-Xほかにて放送された。アニメオリジナルの社長であるミナト（声 - 堀江瞬）を主人公とした物語が展開される。第六話まではゲームのストーリーに準拠しているが、第七話から十二話はアニメオリジナルのストーリーとなっている。
同年8月26日に全12話を収録したBlu-ray BOX (ZMAZ-14111) が発売予定。

### オリジナルキャラクター
ミナト
声 - 堀江瞬
アニメ版の主人公で、キボウカンパニーの新社長になった真面目な青年。穏やかで優しい性格のため、頼りなくみられることが多いが、いざという時には冷静で的確な判断ができる。社長就任前は一流企業『インペリアル』の社員だったが、暴力事件がきっかけで解雇された。魔法省の査定では冒険者ランクが2つ星に過ぎないが、『インペリアル』時代は優秀な社員でスバル曰く、7つ星に匹敵する力がある。
上司
声 - 千葉一伸
ミナトのインペリアル時代の上司。成績を残せない者に対してパワーハラスメントを行い、自分に従えない人間は切り捨てようとする。同僚へのパワハラに対して意見をしたミナトを殴り付け骨折した挙句、独断でミナトを解雇させたため、後に左遷させられた。EDではキボウのメンバーが社員旅行に行った先でスイカの売り歩きをしており、ミナトとは和解した模様。

### スタッフ
- 原作 - KADOKAWA、でらゲー、PREAPP PARTNERS[11]
- 監督 - 池下博紀[11]
- シリーズ構成・脚本 - 猪原健太[11]
- キャラクターデザイン・総作画監督 - 渡邊敬介[11]
- 総作画監督 - 齋藤温子[11]
- 衣装デザイン - 後藤望[11]
- モンスターデザイン - 有澤寛[11]
- キーアニメーター - 松尾信之[11]
- 色彩設計 - 高木雅人[11]
- 美術設定 - 池田勉[11]
- 美術監督 - 瀬川孟彦[11]
- プロップデザイン - 水村良男[11]
- 3Dディレクター - 向純平[11]
- 撮影監督 - 小野寺正明[11]
- 編集 - 柳圭介[11]
- 音響監督 - 伊藤巧[11]
- 音響効果 - 北方将実[11]
- 音響制作 -  HALF H・P STUDIO[11]
- 音楽 - 橋本由香利[11]
- 音楽プロデューサー - 植村俊一
- 音楽制作 - 日本コロムビア[11]
- プロデューサー - 菊島憲文、西川仁朗、丸山創、Adam Zehner、谷口博康、安彦学、礒谷徳知、尾形光広
- アニメーションプロデューサー - 島田洋輔
- アニメーション制作 - C2C[11]
- 製作 - 「シャチバト！」製作委員会[11]

### 主題歌
「Hurry Love」
和氣あず未によるオープニングテーマ。作詞・作曲は俊龍、編曲はSizuk。
「おやすみ」
ユトリア（市ノ瀬加那）によるエンディングテーマ。作詞・作曲・編曲は武田城以。

### 各話リスト
| 話数     | サブタイトル | 絵コンテ | 演出     | 作画監督                                                           | 総作画監督      | 初放送日      |
| -------- | ------------ | -------- | -------- | ------------------------------------------------------------------ | --------------- | ------------- |
| 第一話   | 社長就任     | 池下博紀 | 清水一伸 | 鈴木幸江                                                           | 渡邊敬介        | 2020年 4月5日 |
| 第二話   | 遺産相続     | 池下博紀 | 大木比呂 | 壽恵理子                                                           | 渡邊敬介        | 4月12日       |
| 第三話   | 受注コンペ   | 石平信司 | 宝井俊介 | 柳瀬譲二 吉田巧介 福永純一                                         | 渡邊敬介        | 4月19日       |
| 第四話   | 財宝探索     | 安齋剛文 | 宇和野歩 | 今田茜 吉田巧介                                                    | 齋藤温子        | 4月26日       |
| 第五話   | 新入社員     | 安齋剛文 | 大畑清隆 | 吉田雄一 馬場一樹                                                  | 後藤望 岡崎洋美 | 5月3日        |
| 第六話   | 企業目標     | 石平信司 | 清水一伸 | 鈴木幸江 壽恵理子 吉田巧介 齋藤温子 服部憲治 重松しんいち 福永純一 | 渡邊敬介        | 5月10日       |
| 第七話   | 中間決算     | 安齋剛文 | 大木比呂 | HAN HYEON JI                                                       | 齋藤温子        | 5月17日       |
| 第八話   | 新種発見     | 三塩天平 | 三塩天平 | ハン ミンギ 今田茜 寺本将梧                                        | 渡邊敬介        | 5月24日       |
| 第九話   | 白馬の騎士   | 石平信司 | 谷口工作 | 齊藤寛 斉藤亮 高瀬さやか 萩尾圭太 松田剛吏 松野祐                  | 齋藤温子        | 5月31日       |
| 第十話   | 企業戦士     | 安齋剛文 | 清水明   | 邱明哲 山本径子 安斉佳恵 桝井一平 鈴木伸一 那須野文                | 渡邊敬介        | 6月7日        |
| 第十一話 | 商機到来     | 宝井俊介 | 宝井俊介 | 今田茜 服部憲知 大木比呂 壽恵理子 吉田肇 嶋田聡史                  | 齋藤温子        | 6月21日       |
| 第十二話 | 経営理念     | 石平信司 | 清水一伸 | 田中紀衣 山田真也 河野絵美 長坂寛治 大河内忍 大木比呂 壽恵理子     | 渡邊敬介        | 6月28日       |

### 放送局
| 放送期間               | 放送時間                     | 放送局     | 対象地域 | 備考                                       |
| ---------------------- | ---------------------------- | ---------- | -------- | ------------------------------------------ |
| 2020年4月5日 - 6月28日 | 日曜 23:30 - 月曜 0:00       | AT-X       | 日本全域 | 製作参加 / CS放送                          |
| 2020年4月6日 - 6月29日 | 月曜 0:30 - 1:00（日曜深夜） | TOKYO MX   | 東京都   |                                            |
|                        | 月曜 0:45 - 1:15（日曜深夜） | KBS京都    | 京都府   |                                            |
|                        | 月曜 1:00 - 1:30（日曜深夜） | サンテレビ | 兵庫県   |                                            |
| 2020年4月7日 - 6月30日 | 火曜 0:00 - 0:30（月曜深夜） | BS日テレ   | 日本全域 | 製作参加 / BS放送 / 『アニメにむちゅ〜』枠 |
| 2020年4月9日 - 7月2日  | 木曜 2:05 - 2:35（水曜深夜） | テレビ愛知 | 愛知県   |                                            |

| 配信開始日          | 配信時間                     | 配信サイト |
| ------------------- | ---------------------------- | --- |
| 2020年4月6日        | 月曜 0:00 - 0:30（日曜深夜） | AbemaTV |
| 2020年4月9日        | 木曜 0:30（水曜深夜） 更新   | dアニメストア |
| 2020年4月11日以降 - | 不明                         | ニコニコ生放送 ニコニコチャンネル ひかりTV GYAO! FOD バンダイチャンネル Hulu J:COMオンデマンド ビデオパス アニメ放題 U-NEXT Amazonプライム・ビデオ Rakuten TV DMM.com ビデオマーケット HAPPY!動画 クランクイン！ビデオ ムービーフルplus |

### Webラジオ
『社長、ラジオの時間です！シャチラジ！』が2020年4月9日から2020年7月9日まで音泉にて隔週木曜に配信された。パーソナリティはミナト役の堀江瞬とユトリア役の市ノ瀬加那。